# مونته‌کارلو، توسکانی
مونته‌کارلو (به ایتالیایی: Montecarlo) یک کومونه در ایتالیا است که در استان لوکا واقع شده‌است.

## خصوصیات
مونته‌کارلو ۱۵٫۶ کیلومترمربع مساحت و ۴٬۴۵۰ نفر جمعیت دارد و ۱۶۲ متر بالاتر از سطح دریا واقع شده‌است.

## خواهرخوانده
شهرهای التین-د-پالودز، Karlštejn و مایلو خواهرخوانده‌های مونته‌کارلو هستند.